# Wakeboard

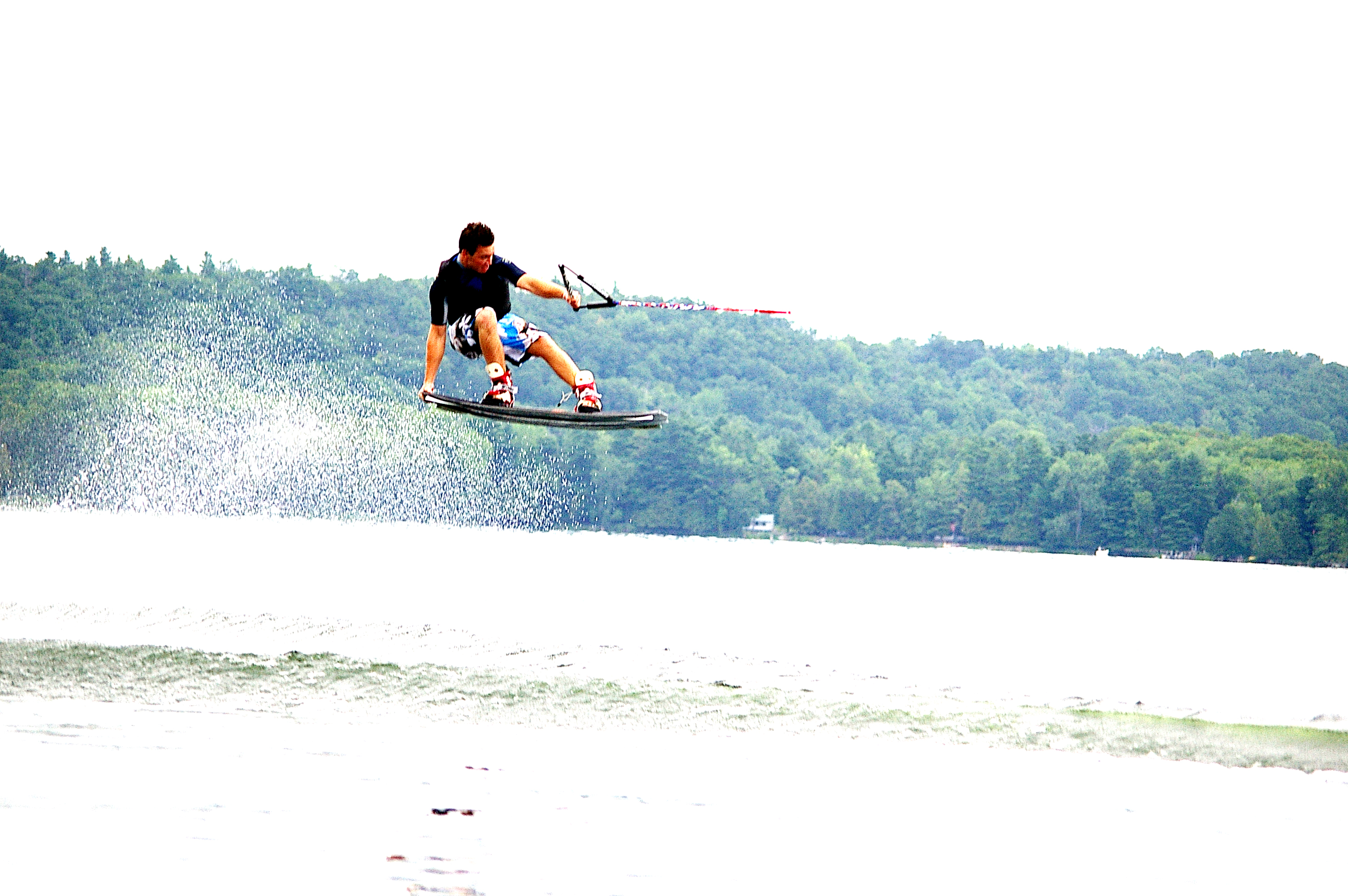

A wakeboard egy a szörfözés ihlette, extrém sport. 
A wakeboardnak két fajtája van, a kötélpályás és a motorcsónakos. Történeti szempontból különböző időpontokhoz köthető a két fajta kialakulása.

## Története
A kábeles wakeboard története egészen az ötvenes évekig nyúlik vissza, Németországba. Bruno Rixen müncheni mérnök hollandiai nyaralása során kipróbálta a vízisít. Nagyon megtetszett neki ez a sportág, de negatív élményként érte a hosszú sorban állási idő. Németországban a túlszabályozott vizek miatt szükségét érezte egy olyan rendszernek, amely több embert tud egyszerre mozgatni, olyan helyen ahol kevés a hely a csónakok számára. Mérnökként megpróbálta megalkotni azt a rendszert, amely a normál sí szabályokat próbálja meg vízre levetíteni. Az ötlet alapja a sípályákon használt kábeles sífelvonó volt, amely a vízisízőket képes a vízen megfelelő sebességgel szállítani. Az ötletből bő tíz évvel később, 1962-ben lett valóság, ugyanis ekkor mutatta be az első olyan berendezést, amellyel egyszerre több mint tíz ember tudott vízisíelni. Rixen minden erejét befektette, hogy népszerűsítse a vízisínek e formáját. Végül újabb tíz évvel később elérte célját, és 1972-ben megrendezték az első kábelversenyt Németországban.
Sokáig csak vízisíelésre használták ezt a rendszert, ugyanis 1980-ig nem ismerték a wakeboardot. Ekkor egy vállalkozó szellemű fiatal houstoni szörfös, Jimmy Redmon  maga mögött hagyva a partot és a hullámokat egy Austin nevű kisvárosba ment, hogy itt folytassa tovább felsőfokú tanulmányait. Hamarosan azonban elkezdett neki hiányozni a szörf és elkezdett vízisíelni. Egy idő után azonban kezdett unalmassá válni neki és inkább szörffel ment volna a csónak után, ámde a szörfdeszkákat nem vontatásra tervezték. Mivel volt már némi tapasztalata a szörfdeszka gyártásban ezért elhatározta, hogy készít egy olyan szörföt, amit hajó után is lehet vontatni. Egyik hétvégén mikor hazament meg is alkotta a deszkát. Ekkor még nem gondolta, hogy új sportág szülőatyjává vált.
Mikor kivitte a találmányt a vízre, rájött, hogy nem elég erős és trükközni sem lehet vele. A deszka 45 perc után széttört. Jimmy azonnal hazarohant és készített egy másikat, ami kicsit erősebb volt és több mint két óráig bírta, ez az idő elég volt arra hogy felkeltse az emberek érdeklődését. Akkora volt az érdeklődés az új találmány iránt, hogy Redmon 1985-ben otthagyta az iskolát és bátyjával, Johnnal üzleti tervet készítettek és 1986-ban megalapították saját cégüket a Redline Desingst. Az első deszkák még nem voltak elég strapabíróak és vastagabbak is voltak a maiaknál. Redmon 1987-ben megrendezte az első versenyt, majd 1988-ban megalapította a World Wakeboard Association nevű szervezetet. Innentől kezdve a sportág népszerűsége felívelt. 1992-ben megalapították a Wake Tech nevű céget, ahol egy új eljárással könnyebb, vékonyabb és strapabíróbb deszkákat hoztak létre. Mára a WWA-nak csak az USA-ban 3000 tagja van és még mindig Jimmy Redmon az elnök.
A wakeboard népszerűsége máig töretlen és világszerte egyre több ember hódol ennek a sportnak.

## Külső hivatkozások
- waketime.hu
- boarders.hu